# Ten Summoner’s Tales
Ten Summoner’s Tales – solowy album studyjny Stinga wydany w 25 lutego 1993. Tytuł stanowi grę słów opartą na prawdziwym nazwisku Stinga (Gordon Sumner) i odniesieniu do jednej z postaci Opowieści kanterberyjskich Geoffreya Chaucera (The Summoner). Album zawiera dwanaście utworów, dość luźno ze sobą powiązanych, których tematyka dotyczy głównie kwestii miłości i moralności. Album jest zauważalnie bardziej optymistyczny w nastroju w porównaniu do poprzedniego introspekcyjnego The Soul Cages. Niektóre piosenki, np. "Heavy Cloud, No Rain" mają nawet charakter żartobliwy.
Reedycja albumu z 1998 roku zawiera dodatkową ścieżkę wideo "If I Ever Lose My Faith in You" oraz piosenkę "Everybody Laughed But You", której nie zawierała wersja z 1993 roku w wydaniu na rynek amerykański i kanadyjski.
Wersja piosenki "It's Probably Me" została wykorzystana w filmie Zabójcza broń 3 (1992), zaś "Shape of My Heart" w filmach Trzy serca (1993) i  Leon zawodowiec (1994).

## Lista utworów
1. "If I Ever Lose My Faith In You" (Sting) – 4:30
2. "Love Is Stronger Than Justice (The Munificent Seven)" (Sting) – 5:11
3. "Fields of Gold" (Sting) – 3:42
4. "Heavy Cloud No Rain" (Sting) – 3:39
5. "She’s Too Good for Me" (Sting) – 2:30
6. "Seven Days" (Sting) – 4:40
7. "Saint Augustine in Hell" (Sting) – 5:05
8. "It’s Probably Me" (Sting, Eric Clapton, Michael Kamen) – 4:57
9. "Everybody Laughed But You" (Sting) (nie zawierała jej wersja z 1993 na rynek amerykański i kanadyjski)
10. "Shape of My Heart" (Sting, Dominic Miller) – 4:38
11. "Something The Boy Said" (Sting) – 5:13
12. "Epilogue (Nothing ’Bout Me)" (Sting) – 3:39

## Single z albumu
- 1992 "It’s Probably Me" (z Erikiem Claptonem) – #30 UK
- 1993 "If I Ever Lose My Faith in You" – #14 UK, #17 US
- 1993 "Seven Days" – #25 UK
- 1993 "Fields of Gold" – #16 UK, #23 US
- 1994 "Nothing ’Bout Me" – #32 UK

## Muzycy i współpracownicy
- Sting – gitara basowa, śpiew, saksofon, harmonijka ustna
- Dominic Miller – gitara
- Vinnie Colaiuta – perkusja
- David Sancious(inne języki) – instrumenty klawiszowe
- Paul Franklin – elektryczna gitara hawajska
- Larry Adler – harmonijka ustna
- Brendan Power(inne języki) – harmonijka ustna
- Dave Heath – flet
- John Barclay – trąbka
- Guy Barker(inne języki) – trąbka
- Richard Edwards(inne języki)– puzon
- Mark Nightingale(inne języki) – puzon
- Simon Fischer(inne języki) – skrzypce
- Kathryn Greeley – skrzypce
- Kathryn Tickell(inne języki) – dudy nortumbryjskie(inne języki), skrzypce
- James Boyd – altówka
- Sian Bell – wiolonczela
- David Foxxe – partie narracyjne